# Ägyptisch-deutsche Beziehungen
Die offiziellen diplomatischen ägyptisch-deutschen Beziehungen gehen auf das 19. Jahrhundert zurück, der wirtschaftliche und kulturelle Austausch lässt sich allerdings deutlich weiter zurückverfolgen. Das Auswärtige Amt zählt Ägypten zu den „Schwerpunktländern der deutschen Entwicklungspolitik und der auswärtigen Kultur- und Bildungspolitik“. Deutschland gehört zu den wichtigsten Wirtschafts- und Handelspartnern Ägyptens.

## Geschichte
Bereits im Jahr 1175 besuchte ein Gesandter der Staufer den ägyptischen Sultan Saladin. Im 19. Jahrhundert spielten viele preußische Forscher und Ägyptologen eine wichtige Rolle bei der Wiederentdeckung des kulturellen Erbes des Alten Ägyptens. Herzog Maximilian Joseph in Bayern besuchte 1838 Ägypten. 1842 erwarb eine Expedition des preußischen Königs Friedrich Wilhelm IV. ägyptische Kulturgüter für Berliner Museen. Ab 1864 gab es einen preußischen Konsul in Kairo. 1878 errichtete das Deutsche Reich ein Generalkonsulat in der ägyptischen Hauptstadt. 1912 fand der deutsche Ägyptologe Ludwig Borchardt die Büste der Nofretete. Während des Ersten Weltkriegs kamen die Beziehungen zum Erliegen. Ägypten wurde von Dezember 1914 bis März 1922 von Großbritannien als Protektorat verwaltet und befand sich daher mit Deutschland im Kriegszustand. Die Beziehungen wurden erst nach dem Krieg wieder aufgenommen.
Ägypten brach die diplomatischen Beziehungen zu NS-Deutschland am 4. September 1939 ab, einen Tag nach der britischen Kriegserklärung an Deutschland. Deutsche Staatsangehörige in Ägypten wurden interniert und ihr Eigentum und ihre Geschäfte unter die Obhut eines „öffentlichen Verwahrers für feindliches Vermögen“ gestellt. Im April 1941 sandte König Faruq eine geheime Note an den deutschen Diktator Adolf Hitler, in der er darauf hoffte, „die deutschen Truppen so bald wie möglich siegreich in Ägypten und als Befreier von dem unerträglich brutalen englischen Joch zu sehen“. In seinem Antwortschreiben äußerte Hitler den Wunsch nach der „Unabhängigkeit Ägyptens“. Am 26. Februar 1945, gegen Ende des Zweiten Weltkriegs, erklärte Ägypten dem Deutschen Reich offiziell den Krieg. Nach Ende des Zweiten Weltkrieges zählte Ägypten zu einem der Länder, welches Nationalsozialisten eine Flucht vor Verfolgung durch alliierte Behörden ermöglichte. Die Einwirkung mancher Nationalsozialisten auf den ägyptischen Staat ging hierbei so weit, dass „der ehemalige Düsseldorfer Gestapochef Joachim Deumling den Geheimdienst am Nil nach dem Prinzip des Reichssicherheitshauptamtes aufbaute. Der frühere Gestapochef in Warschau organisierte die Sicherheitspolizei, und sechzig deutsche Militärexperten, meist aus den Reihen der Waffen-SS, trainierten ägyptische Truppen“.
1952 entsandte die Bundesrepublik Deutschland mit Günther Pawelke einen Botschafter nach Kairo. Zwei Jahre später sandte die Deutsche Demokratische Republik einen Handelsvertreter nach Ägypten. Die deutsche Entwicklungskooperation mit dem Land und die Aktivität der Goethe-Institute begannen ebenfalls in den 1950er Jahren. Im Jahr 1961 wurde eine ägyptische Botschaft in Bonn eröffnet. In den 1960er Jahren wurden die Beziehungen Westdeutschlands zu Ägypten von der Zusammenarbeit der Bundesrepublik mit Israel belastet und zwischen 1965 und 1972 waren die diplomatischen Beziehungen unterbrochen. Stattdessen nahm Ägypten 1969 offizielle diplomatische Beziehungen mit der DDR auf.
Nach der deutschen Wiedervereinigung wurden Deutschland und Ägypten enge wirtschaftliche und politische Partner. Die Anzahl deutscher Touristen im Land stieg an und die Entwicklungszusammenarbeit wurde vertieft. 1996 wurde die Mubarak-Kohl-Initiative zur beruflichen Ausbildung von jugendlichen Schulabgängern in Ägypten beschlossen. 2016 wurde in Berlin die erste „Bilaterale Kommission zur entwicklungspolitischen Zusammenarbeit“ abgehalten und 2017 schlossen beide Länder ein politisches Abkommen im Bereich der Migration ab. Unter Abd al-Fattah as-Sisi ist Ägypten einer der wichtigsten Abnehmer deutscher Waffen, trotz der schlechten Lage der Menschenrechte im Land.

## Wirtschaft
Das Handelsvolumen zwischen den beiden Ländern betrug 2020/21 ca. 5,5 Milliarden US-Dollar. Im Jahr 2022 betrug das Handelsvolumen 5,3 Milliarden Euro. Ägypten ist ein bedeutender Abnehmer deutscher Exporte und importiert vorwiegend Maschinen, Fahrzeuge und andere industrielle Güter. Das Land ist eines der wichtigsten Reiseziele für deutsche Touristen. Im Jahr 2019 kamen 1,8 Millionen deutsche Besucher nach Ägypten, was die Deutschen zur größten Touristengruppe in Ägypten macht.
Deutschland ist für Ägypten ein wichtiger Geber von Entwicklungshilfe und ein bedeutender Investor. Laut dem Auswärtigen Amt sind die Schwerpunkte deutscher Entwicklungshilfe die Bereiche „Beschäftigung für eine nachhaltige Wirtschaftsentwicklung, einschließlich Privatsektorentwicklung, Wasser- und Abfallwirtschaft sowie erneuerbare Energien und Energieeffizienz. Daneben stellt Deutschland auch Mittel für den Bau von Grundschulen, Mädchen- und Frauenförderung, Verwaltungsreformen sowie für die Stadtteilentwicklung zur Verfügung“.
2018 wurde der Solarpark Benban, eines der größten Solarkraftwerke der Welt, eröffnet. Er wurde zum überwiegenden Teil von der Bayerischen Landesbank finanziert und von dem Berliner Bauunternehmen IB Vogt gebaut. Im Mai 2022 erhielt Siemens Mobility einen Auftrag zum Bau eines Hochgeschwindigkeitszugnetzes in Ägypten mit einem Volumen von 8,1 Milliarden US-Dollar.

## Entwicklungszusammenarbeit
Im November 2022 wurde vom BMZ weitere Entwicklungshilfe in Höhe von 182 Millionen Euro an den Staat Ägypten zugesagt. Das BMZ sieht Ägypten aufgrund seiner geografischen und wirtschaftlichen Lage als wichtigsten Partner bei der Entwicklungszusammenarbeit im Nahen Osten. Hierbei werden folgende Bereiche angegangen: Schutz natürlicher Lebensgrundlagen, Klima und Energie und die wirtschaftliche Transformation.
Die KFW unterstützt Ägypten ebenfalls mit Entwicklungshilfe. Im Bereich Bildung unterstützt die KfW den ägyptischen Staat. Es gibt eine deutsch-ägyptische Ausbildungsinitiative. Zudem wurden in den letzten 20 Jahren 120 Millionen Euro investiert, um etwa 900 Schulen in Ägypten zu bauen. Des Weiteren unterstützt die KfW den ägyptischen Staat beim Ausbau von erneuerbaren Energien. Zudem unterstützt die KfW im Auftrag des BMZ die ägyptische Regierung seit 1960 bei der Modernisierung des ägyptischen Wassersektors.
Außerdem ist seit 1956 die GIZ (Deutsche Gesellschaft für Internationale Zusammenarbeit) in Ägypten aktiv. Insgesamt sind etwa 500 Entwicklungshelfer im Land aktiv. Hierbei unterstützt die GIZ den ägyptischen Staat in folgenden Bereichen: Klima und Energie, Umwelt und natürliche Energie und Ausbildung, sowie im Bereich nachhaltiges Wachstum für gute Jobs. Hierbei werden derzeit 30 Projekte mit einem Gesamtvolumen von 258,21 Millionen Euro durchgeführt.

## Bildung und Kultur
Im Jahr 1873 wurde die Deutsche Evangelische Oberschule in Kairo gegründet. Das 1959 unterzeichnete deutsch-ägyptische Kulturabkommen ist der wichtigste Rahmen für die Organisation der deutsch-ägyptischen Kulturbeziehungen. Die Deutsch-Ägyptische Gesellschaft Bonn-Kairo e. V. wurde 1980 zur Förderung der kulturellen Beziehungen gegründet. Die German University in Cairo wurde 2002 gegründet und arbeitet eng mit deutschen Bildungseinrichtungen zusammen. Es gibt in Ägypten sieben deutsche Außenschulen mit knapp 4000 Schülern. Goethe-Institute befinden sich in Kairo und Alexandria.
Knapp 400.000 Ägypter lernen die deutsche Sprache.

## Migration
2012 wurde die Zahl der in Ägypten lebenden Deutschen auf 10.000 Personen geschätzt. 2017 lebten knapp 77.000 Ägypter in Deutschland. Bekannte Deutsch-Ägypter sind der Autor Hamed Abdel-Samad, die Sänger Andreas Bourani und Adel Tawil und der Fernsehmoderator Aiman Abdallah.

## Militärische Zusammenarbeit
Der ehemalige Wehrmachtsgeneral Wilhelm Fahrmbacher half ab 1951 als Militärberater beim Aufbau der Streitkräfte Ägyptens, die auch im frühen 21. Jahrhundert eine wichtige Rolle in der Politik des Landes spielen. In den 1960er Jahren war der ehemalige SS-Standartenführer Ferdinand Brandner an Entwicklung und Bau des ägyptischen Kampfflugzeugs Helwan HA-300 beteiligt. Im 21. Jahrhundert wurde Ägypten eines der wichtigen Zielländer deutscher Rüstungsexporte. Im Jahr 2021 allein wurden Rüstungsexporte in Höhe von vier Milliarden Euro genehmigt, was knapp die Hälfte aller deutschen Rüstungsexporte dieses Jahres waren.

## Diplomatische Standorte
Ägypten hat eine Botschaft in Berlin sowie Generalkonsulate in Frankfurt am Main und Hamburg. Deutschland hat eine Botschaft in Kairo und ein Honorarkonsulat in Alexandria.